# Monoklinale
Eine Monoklinale ist eine Form der Homoklinale, bei der die lokalen Gesteinsschichten eine Flexur bilden und stufenförmig verlaufen. 

Blockdiagramm einer Monoklinale

## Entstehung

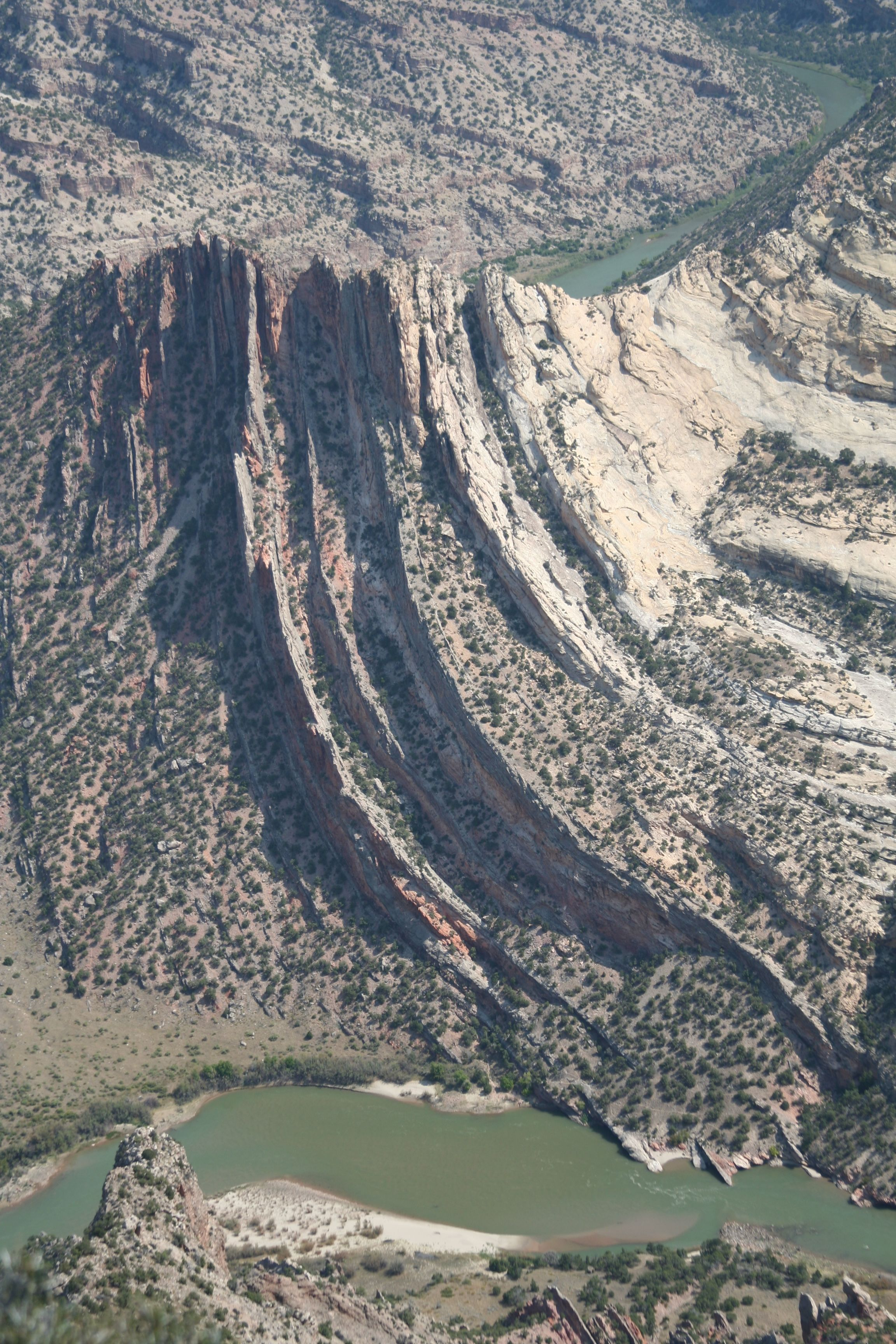
Mitten-Park-Verwerfung und Monoklinale im Dinosaur National Monument in den USA

Zwei Grundformen der Bildung von Monoklinalen sind bekannt, wobei in beiden Fällen eine überlagerte Verwerfung als Ursache gilt.
Hauptsächlich am Rand großer, mit Sediment gefüllter Beckenstrukturen führt eine Verdichtung älterer, dieses Becken füllender Ablagerungen unter der Last jüngerer Schichten entlang einer Verwerfung zu einer Monoklinale in diesem Deckgebirge. 
Werden im Rahmen geologischer Aktivitäten entlang einer bereits bestehenden, aus einer Ab-, Auf- oder Überschiebung resultierenden Schleppfalte darüber liegende Schichten betroffen, bildet sich meist eine Stufe im Deckgebirge. Diese Art der Monoklinale wird auch als drape fold (drapierte Faltung) oder forced fold (erzwungene Faltung) bezeichnet. 
Durch Biegung, Stauchung, Scherung und Knickung der betroffenen Gesteinsschichten entstehen Differenzen in der Anordnung einzelner Schichten innerhalb der Monoklinale.
Der größte bisher vermessene Inselberg, der aus dieser Gesteinsform besteht, ist der Mount Augustus, im Mount-Augustus-Nationalpark, Western Australia.